# Apocrypta brachycephala
Apocrypta brachycephala är en stekelart som beskrevs av Grandi 1916. Apocrypta brachycephala ingår i släktet Apocrypta och familjen fikonsteklar. Inga underarter finns listade i Catalogue of Life.